# Rue Boris-Vian
La rue Boris-Vian est une voie du 18e arrondissement de Paris, en France.

## Situation et accès
La rue Boris-Vian est une voie mixte située dans le 18e arrondissement de Paris. Elle débute au 18, rue de Chartres et se termine au 7, rue Polonceau.

## Origine du nom
Cette voie a reçu le nom de Boris Vian (né à Ville-d’Avray en 1920 et décédé à Paris en 1959), écrivain français, ingénieur, trompettiste de jazz, qui fut une figure du Saint-Germain-des-Prés de l’après-guerre.

## Historique
La voie est créée dans le cadre du secteur de rénovation et de réhabilitation Goutte-d'Or sous le nom provisoire de « voie AS/18 » et prend sa dénomination actuelle par arrêté municipal du 30 novembre 1992.
En mai 2018, devant l'état de dégradation de la voie, la famille de Boris Vian a décidé d'informer officiellement le Conseil de Paris du retrait de son autorisation d'utilisation du nom de l'écrivain pour la dénomination de cette rue. Pour que cette initiative devienne effective, il faut encore obtenir l'accord Conseil de Paris, puis un décret du Conseil d'État. La rénovation de la voie, longtemps retardée, devrait par ailleurs commencer en 2019-2020. Le projet prévoit de déplacer l'escalier dans la partie haute de la rue (entre la rue de la Goutte-d'Or et la rue Polonceau) pour l'aligner avec l'escalier de la partie basse (aligné sur la rue Fleury).